# 天桥街道 (蚌埠市)
天桥街道是中国安徽省蚌埠市蚌山区下辖的一个街道，位于蚌山区中心地带。辖区总面积0.46平方公里，街道下辖4个社区居委会，人口1.7万。